# Starbreeze Studios
Starbreeze Studios est une société suédoise de développement de jeux vidéo, fondée en 1998 sous le nom d'O3 Games.

## Histoire
En 2009, le fondateur de Starbreeze, Magnus Högdahl et six autres personnes quittent la société et fondent MachineGames qui deviendra, un an plus tard, propriété de ZeniMax Media (maison-mère de Bethesda Softworks).
Le 21 juin 2012, Starbreeze annonce l'acquisition d'Overkill Software, créé en 2009 par les anciens fondateurs de GRIN.
Le 4 juin 2019, Starbreeze annonce le licenciement de 60 employés (à compter de novembre) parmi les 240 que compte la société à ce moment-là.
Le 12 mars 2024, le conseil d’administration annonce le remerciement du PDG Tobias Sjögren, immédiatement remplacé par Juergen Goeldner de façon intérimaire. Ce licenciement fait suite au lancement raté du jeu Payday 3,,.
En avril 2025, Adolf Kristjansson, ancien directeur stratégique mondial des franchises chez Electronic Arts, est nommé PDG de Starbreeze. Il remplace Mats Juhl, qui reprend le poste de directeur financier qu'il occupait préalablement,.
Le 6 mai 2025, Starbreeze rachète les droits de distribution de Payday 3 à l'éditeur Plaion pour 33 millions de couronnes suédoises, soit environ 3 millions d'euros,,.

## Jeux développés
| Titre                                              | Date de sortie | Plates-formes                                                          |
| -------------------------------------------------- | -------------- | ---------------------------------------------------------------------- |
| Sorcery                                            | annulé         | MS-DOS                                                                 |
| The Outforce                                       | 2000           | Windows                                                                |
| Enclave                                            | 2003           | Windows, Xbox                                                          |
| Knights of the Temple: Infernal Crusade            | 2004           | Windows, GameCube, PlayStation 2, Xbox                                 |
| The Chronicles of Riddick: Escape from Butcher Bay | 2004           | Windows, Xbox                                                          |
| The Darkness                                       | 2007           | PlayStation 3, Xbox 360                                                |
| The Chronicles of Riddick: Assault on Dark Athena  | 2009           | Windows, PlayStation 3, Xbox 360                                       |
| Payday: The Heist                                  | 2011           | Windows, PlayStation 3                                                 |
| Syndicate                                          | 2012           | Windows, PlayStation 3, Xbox 360                                       |
| Payday 2                                           | 2013           | Windows, PlayStation 4,Xbox One,Nintendo Switch,PlayStation 3,Xbox 360 |
| Brothers: A Tale of Two Sons                       | 2013           | Windows, , PlayStation 4,Xbox one, PlayStation 3, Xbox 360             |
| The Walking Dead                                   | 2018           | Windows                                                                |
| Payday 3                                           | 2023           | Windows, PlayStation 5, Xbox Series                                    |